# Otto von Wackerbarth (Politiker)
Otto Julius Freiherr von Wackerbarth genannt von Bomsdorff (* 10. März 1823; † 17. Mai 1904 in Briesen) war Rittergutsbesitzer und Mitglied des deutschen Reichstags.

## Leben
Otto von Wackerbarth war Kammerherr und Rittergutsbesitzer auf Briesen und Guhrow bei Cottbus. Er war der jüngere Sohn von Adolf Leberecht von Bomsdorff auf Linderode, der 1810 von seiner kinderlosen Tante Helene Freifrau von Wackerbarth geb. von Bomsdorff und deren Ehemann Ludwig Freiherr von Wackerbarth unter dem Namen „Freiherr von Wackerbarth genannt von Bomsdorff“ adoptiert worden war und so in den Besitz von Briesen und Guhrow kam. Seine Mutter Sophie, geborene von Langenn, lebte von 1793 bis 1868. Er diente zunächst bei den Zieten-Husaren, wo er als Major ausschied. 
Im April 1879 wurde er in einer Nachwahl für den verstorbenen Abgeordneten Karl von Bärensprung in den Deutschen Reichstag für die Deutschkonservative Partei und den Wahlkreis Frankfurt an der Oder 9 (Cottbus) gewählt. Er übte dieses Mandat bis 1881 aus. Ferner war er Mitglied des Preußischen Herrenhauses.
Er war verheiratet mit Gertrud von Bredow aus dem Hause Senzke (1841–1918), sie hatten vier Kinder; der zweite Sohn Oskar (1862–1937), Rittergutsbesitzer auf Briesen, war unter Kaiser Wilhelm II. (bis 1919) der letzte königlich preußische Landrat des Landkreises Cottbus.
Otto von Wackerbarth war seit 1880 Rechtsritter des Johanniterordens und Mitglied er Provinzialgenossenschaft Brandenburg. Während sein älterer Bruder Ludwig (Louis) (1811–1881) das Gut Linderode geerbt hatte, über nahm er Briesen mit Guhrow. Dieser Gutsbesitz umfasste im erstgenannten Generaladressbuch der Rittergutsbesitzer des Königreiches Preußen, Provinz Brandenburg, von 1879 492,37 ha Land. Um 1900 hatte das Rittergut Briesen eine Größe von 500 ha.